# Étoile du Congo
El Étoile du Congo es un equipo de fútbol de la República del Congo que participa en la Primera División del Congo, la competición de fútbol más importante del país.

## Historia
Fue fundado en el año 1926 en la capital Brazzaville y es el equipo de la República del Congo más ganador al acumular 11 torneos de liga, 5 de copa y alcanzar los cuartos de final en la Copa Africana de Clubes Campeones de 1980 y en la Recopa Africana del año 2000.

## Palmarés
- Primera División del Congo: 11

1967, 1978, 1979, 1980, 1983, 1985, 1987, 1989, 2000, 2001, 2006
- Copa del Congo de Fútbol: 6

1983, 1995, 2000, 2002, 2006, 2018/19

## Participación en competiciones de la CAF
| Temporada | Torneo                            | Ronda            | Club                  | Casa  | Visita | Global      |
| --------- | --------------------------------- | ---------------- | --------------------- | ----- | ------ | ----------- |
| 1968      | Copa Africana de Clubes Campeones | Preliminar       | Mighty Blackpool      | w.o.1 | w.o.1  | w.o.1       |
| 1968      | Copa Africana de Clubes Campeones | 1                | Oryx Douala           | 1-2   | 3-4    | 4-6         |
| 1979      | Copa Africana de Clubes Campeones | 1                | FC 105 Libreville     | 2-0   | 1-1    | 3-1         |
| 1979      | Copa Africana de Clubes Campeones | 2                | US Gorée              | 2-3   | 0-1    | 2-4         |
| 1980      | Copa Africana de Clubes Campeones | 1                | Olympic Real          | 3-1   | 1-0    | 4-1         |
| 1980      | Copa Africana de Clubes Campeones | 2                | Hafia FC              | 1-0   | 0-1    | 1-1 (3-1 p) |
| 1980      | Copa Africana de Clubes Campeones | Cuartos de final | Bendel Insurance      | 3-2   | 0-1    | 3-3 (a)     |
| 1982      | Copa Africana de Clubes Campeones | 1                | AS Real Bamako        | 1-1   | 0-1    | 1-2         |
| 1988      | Copa Africana de Clubes Campeones | Preliminar       | CD Elá Nguema         | 4-0   | 1-0    | 5-0         |
| 1988      | Copa Africana de Clubes Campeones | 1                | AS Inter Star         | 0-0   | 0-2    | 0-2         |
| 1990      | Copa Africana de Clubes Campeones | 1                | AS Sogara             | 1-0   | 2-0    | 3-0         |
| 1990      | Copa Africana de Clubes Campeones | 2                | JS Kabylie            | 2-2   | 0-2    | 2-4         |
| 1992      | Copa CAF                          | 1                | Deportivo Mongomo     | 5-0   | 0-1    | 5-1         |
| 1992      | Copa CAF                          | 2                | SC Gagnoa             | 0-1   | 0-2    | 0-3         |
| 1993      | Copa Africana de Clubes Campeones | 1                | AS Sogara             | 0-0   | 0-2    | 0-2         |
| 1995      | Copa Africana de Clubes Campeones | 1                | Aigle Nkongsamba      | 3-2   | 0-1    | 3-3 (a)     |
| 1996      | Recopa Africana                   | 1                | Katsina United        | 2-3   | 2-1    | 4-4 (a)     |
| 2000      | Recopa Africana                   | 1                | Plateau United        | 1-0   | 2-3    | 3-3 (a)     |
| 2000      | Recopa Africana                   | 2                | Club Africain         | 2-0   | 2-4    | 4-4 (a)     |
| 2000      | Recopa Africana                   | Cuartos de final | Canon Yaoundé         | 0-3   | 2-2    | 2-5         |
| 2001      | Liga de Campeones de la CAF       | 1                | Hearts of Oak         | 5-1   | 1-3    | 6-4         |
| 2001      | Liga de Campeones de la CAF       | 2                | Petro Atlético Luanda | 2-2   | 1-4    | 3-7         |
| 2002      | Liga de Campeones de la CAF       | 1                | Cotonsport Garoua     | 1-1   | 1-0    | 2-1         |
| 2002      | Liga de Campeones de la CAF       | 2                | Raja Casablanca       | 3-2   | 0-3    | 3-5         |
| 2003      | Recopa Africana                   | 1                | Petro Atlético Luanda | 1-0   | 1-1    | 2-1         |
| 2003      | Recopa Africana                   | 2                | APR FC                | 1-2   | 0-3    | 1-5         |
| 2007      | Liga de Campeones de la CAF       | Preliminar       | Canon Yaoundé         | 2-0   | 0-1    | 2-1         |
| 2007      | Liga de Campeones de la CAF       | 1                | Saint-George SA       | 2-0   | 0-1    | 2-1         |
| 2007      | Liga de Campeones de la CAF       | 2                | Al-Ittihad Tripoli    | 3-1   | 0-2    | 3-3 (a)     |
| 2007      | Copa Confederación de la CAF      | 3                | Les Astres FC         | 2-1   | 0-2    | 2-3         |
| 2015      | Copa Confederación de la CAF      | Preliminar       | FC MK Etanchéité      | 1-2   | 1-1    | 2-3         |
| 2016      | Liga de Campeones de la CAF       | Preliminar       | AS Mangasport         | 3-0   | 0-0    | 3-0         |
| 2016      | Liga de Campeones de la CAF       | 1                | ES Sétif              | 1-1   | 2-4    | 3-5         |
| 2017      | Copa Confederación de la CAF      | Preliminar       | Racing de Micomeseng  | 2-0   | 1-0    | 3-0         |
| 2017      | Copa Confederación de la CAF      | 1                | JS Kabylie            | 0-0   | 0-1    | 0-1         |
| 2019/20   | Copa Confederación de la CAF      | Preliminar       | Pyramids FC           | 0-1   | 1-4    | 1-5         |
| 2020/21   | Copa Confederación de la CAF      | Preliminar       | FC Bravos do Marquis  | 1-1   | 0-0    | 1-1 (a)     |

1- Mighty Blackpool abandonó el torneo.

## Jugadores

### Jugadores destacados
- Franchel Ibara
- Patrick Lolo
- Fabrice N'Guessi